# カルーア

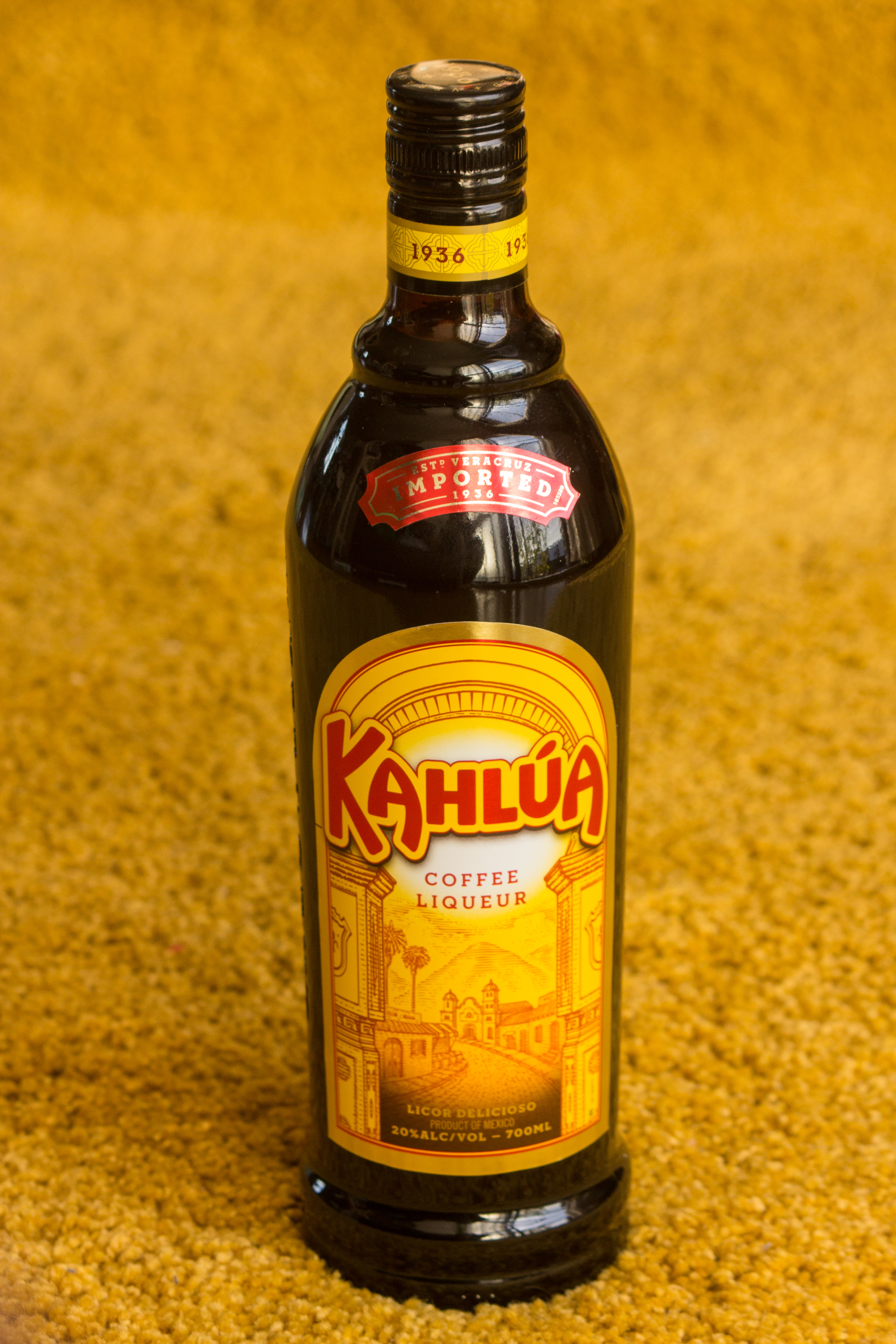
瓶のカルーア700ml

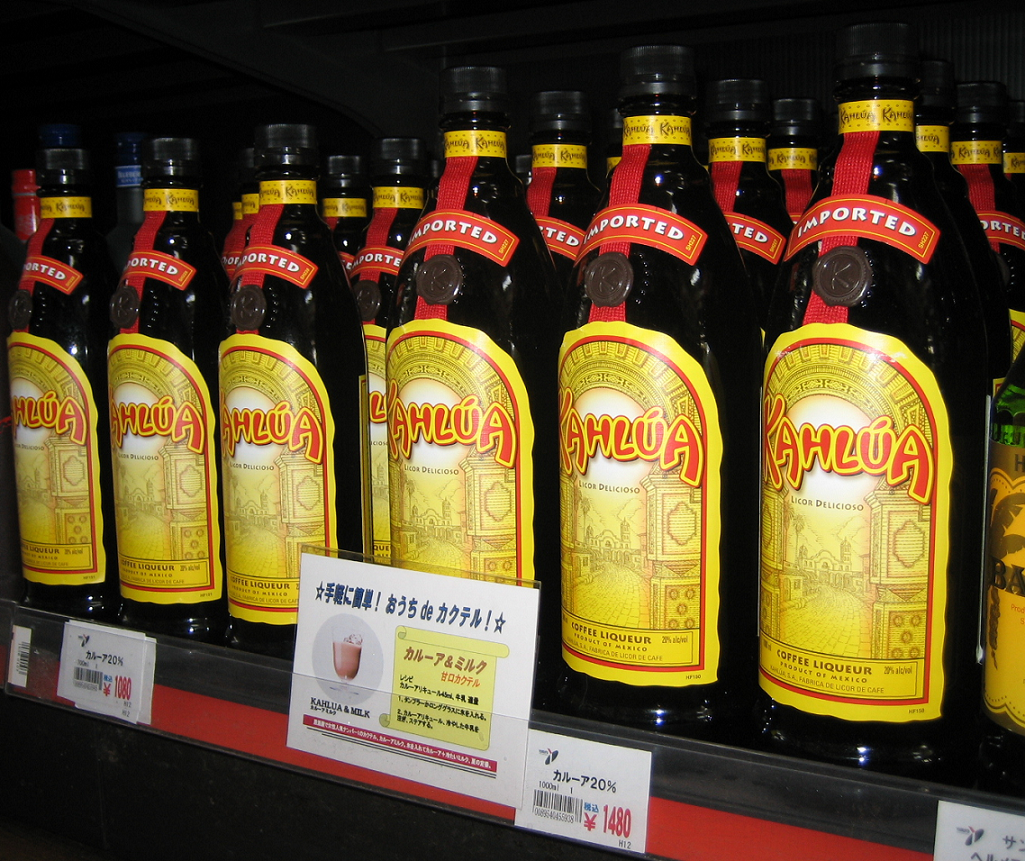
酒屋に並ぶカルーア

カルーア（西: Kahlúa）は、コーヒー・リキュールの一種。ペルノ・リカール社より販売されている。
メキシコ産で、焙煎したコーヒー豆とサトウキビの蒸留酒をベースに造られ、コーヒーの風味とコクのある甘味が特徴である。アルコール度数は基本的に20%。
日本では牛乳で割ったカクテル「カルーア・ミルク」の材料として知られ、女性を中心に親しまれている。

## 製造
材料のコーヒーは、ベラクルス州の高地で栽培されたアラビカ種のコーヒー豆のみを使っている。手摘みして果肉を取り除いたうえ、乾燥させて豆のハスク（外皮）を取り除き、さらに麻袋に入れて6か月間乾燥させたのち、工場で少量ずつ焙煎（ロースト）する。そして細かく豆を挽いたのち、大型エスプレッソ・メーカーのような抽出器で豆と水を混ぜ、コーヒー抽出液を作る。
もう一方の材料となるサトウキビの蒸留酒（スピリッツ）は、同じくベラクルス州の高地で栽培されたサトウキビから作られる。収穫してから茎の部分を粉砕し、その搾り汁を煮詰めて砂糖を抽出するときに廃糖蜜（モラセス）という副産物ができるので、その廃糖蜜に酵母菌と水を混ぜて48時間ほど発酵させる。それを規定のアルコール度数になるまで蒸留し、樽で貯蔵する。
最後に、コーヒー抽出液とサトウキビの蒸留酒を混ぜ合わせてバニラとカラメルを加え、8週間寝かせたうえで濾過したものを瓶詰めする。

## 製品
「カルーア」という商品名（商標である）は、アラビア語でコーヒーを表す俗語「カフワ」 (kahua) から来ている。ロゴは黄色と赤色からなる大胆な書体で、ベラクルス州の建築物でよく見られる特有の色合いとフォルムからインスパイアされたものである。
瓶の形状は、商品誕生時からほとんど変わっていない。ラベルのデザインには変遷があるが、コーヒーのルーツであるアラビアをイメージしている点では一貫しており、1960年代頃からはベラクルス州の土地柄も取り入れている。
アルコール度数はほとんどの製品で20%だが、35%の製品もある。コーヒーが原料なのでカフェインを含むが、1.5オンス当たり4.85mgとかなり微量である。
日本独自の派生商品として「カルーア 抹茶」が販売されている。

## 歴史
1930年に、メキシコのベラクルスでコーヒー栽培を営むアルバレス兄弟が地元の起業家ブランコの協力を得て作ったレシピが、最初のカルーアである。1936年に化学者のモンタルヴォ・ララがアルバレス兄弟の豆を使い、現在のカルーアのレシピを作った。1950年代には世界的に販路を広げ、1980年代には世界で最もポピュラーなコーヒー・リキュールとなった。
2005年、ペルノ・リカールに買収された。

## カクテル
カルーアを使ったカクテルには次のようなものがある。
- エスプレッソ・マルティーニ[11]
- オーガズム[12]
- カフェ　ショコラ　ミルク[12]
- カルーア・ウーロン[12]
- カルーア・オレンジ[12]
- カルーア　オン　アイス[12]
- カルーア・コーラ[12]
- カルーア・コラーダ[12]
- カルーア・サワー[11]
- カルーア・ソーダ[12]
- カルーア・ベリー[12]
- カルーア・ミルク[12]
- カルーア・ラテ[12]
- カルーア・リッキー[12]
- コロラド・ブルドッグ[11]
- ジェントルマンズ　ショコラ[12]
- スパニッシュ・コーヒー[13]
- ダーティー　マザー[12][11]
- B-52[11]
- ビター・カルーアミルク[12]
- ブラック・ルシアン[12][11]
- ブレイブ・ブル[12][11]
- フローズン・マドスライド[11]
- ベルベット・ハンマー[12]
- ホット・カルーア・ミルク[12]
- ホワイト・ルシアン[12][11]
- マインド・イレイサー[11]
- マドスライド[11]
- モンキーズ・ランチ[14]